# Wałek królewski

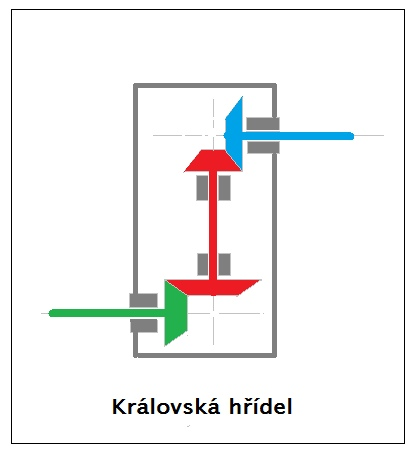
niebieski - wałek rozrządu
czerwony - wałek królewski
zielony - wał korbowy

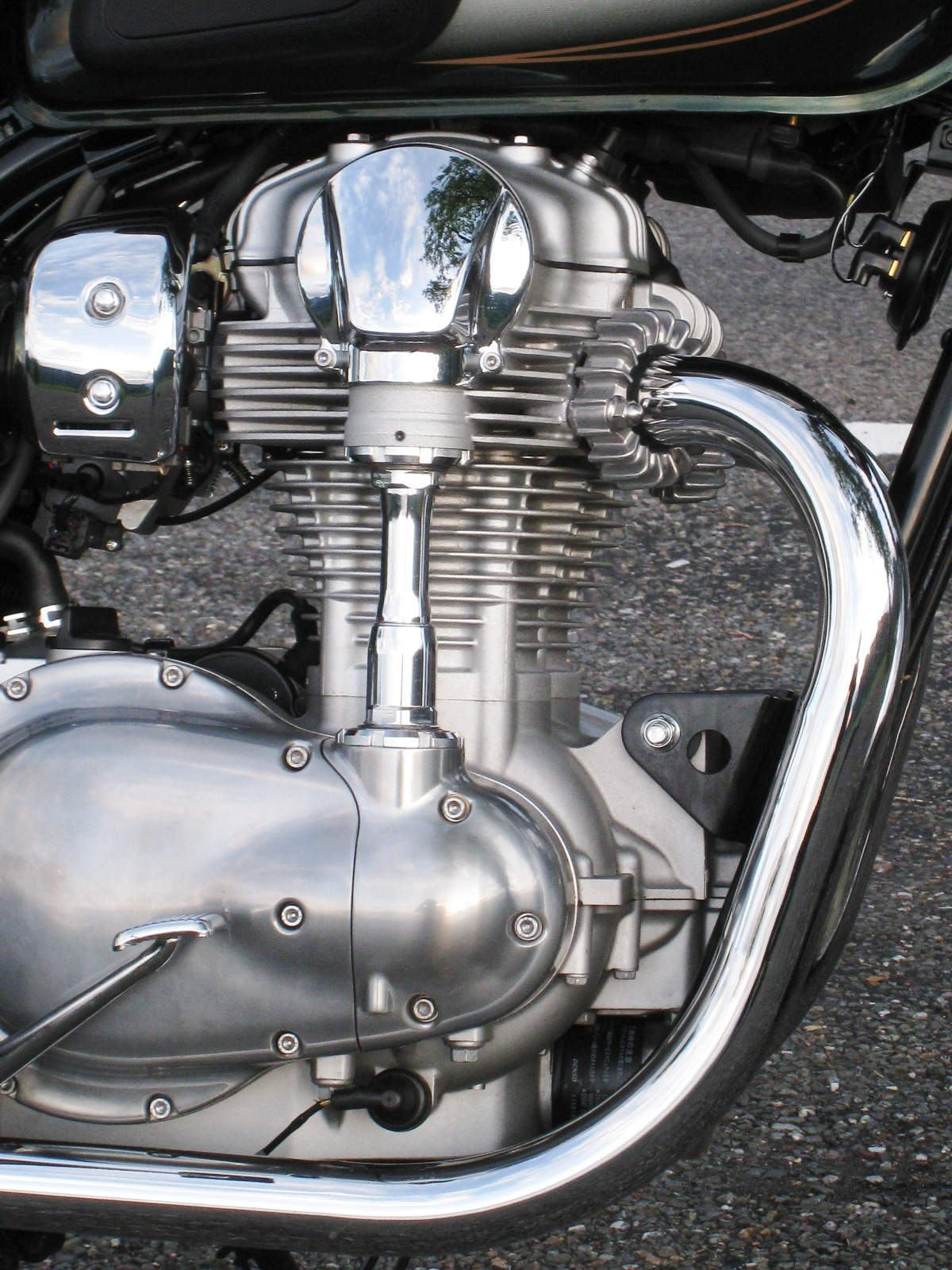
Na zdjęciu widoczna osłona wałka królewskiego Kawasaki W800

Wałek królewski – rozwiązanie konstrukcyjne napędu rozrządu w silnikach spalinowych. Głównym elementem przekazującym napęd jest wałek połączony przekładniami stożkowymi z wałem korbowym i wałkiem rozrządu.
To rozwiązanie, mimo że trwałe i niezawodne, nie wymaga przeglądów i regulacji, nie jest obecnie stosowane w samochodach osobowych ze względu na wysoką cenę wynikającą ze skomplikowanej produkcji. Ostatnio były one stosowane w motocyklach, takich jak Ducati czy retro modelach Kawasaki W650 i Kawasaki W800, gdzie nostalgiczny pionowy wałek zastosowano ze względów wizualnych.
Wałem królewskim nazywano również główny wał transmisyjny stosowany w XIX wiecznych fabrykach i manufakturach. Napędzany był silnikiem parowym lub kołem wodnym po czym poszczególne urządzenia napędzał przeważnie przez liczne przekładnie pasowe.
Wał królewski (zwany też wałem głównym) występuje także w wiatrakach, gdzie przenosi napęd poziomy z koła palecznego (koło kołnierzowe) napędzanego obrotem skrzydeł przez wał skrzydłowy na napęd pionowy uruchamiający kamienie młyńskie.

## Zalety
- Mniejsze ryzyko „pływania” zaworów (zbyt późne ich zamykanie) podczas pracy silnika na wysokich obrotach
- Niezawodność

## Wady
- Wysoka cena wykonania (co najmniej dwie pary stożkowych kół zębatych)
- Głośna praca